# Biessenhofen (stacja kolejowa)
Biessenhofen (niem. Bahnhof Biessenhofen) – stacja kolejowa w Biessenhofen, w kraju związkowym Bawaria, w Niemczech. Jest stacją węzłową między Allgäubahn z Monachium do Lindau i linią Biessenhofen – Füssen. Stacja ma 4 tory pasażerskie, obsługiwane przez 3 perony; 2 krawędziowe i jeden wyspowy. Według DB Station&Service ma kategorię 5 i jest obsługiwana codziennie przez około 70 pociągów regionalnych Deutschen Bahn i Netinera.
Wybudowany w 1852 budynek dworca jest obecnie obiektem zabytkowym.

## Linie kolejowe
- Allgäubahn
- Biessenhofen – Füssen

## Połączenia
| Rodzaj pociągu | Trasa | Takt                   |
| -------------- | --- | ---------------------- |
| ALX            | alex: München – Kaufering – Buchloe – Kaufbeuren – Biessenhofen – Kempten (Allgäu) – Immenstadt – Lindau / Oberstdorf      | pojedyncze pary        |
| RE             | Allgäu-Franken-Express: Nürnberg – Augsburg – Buchloe – Biessenhofen – Kempten (Allgäu) – Immenstadt – Lindau / Oberstdorf | pojedyncze pociągi     |
| RE             | Augsburg – Buchloe – Biessenhofen – Kempten (Allgäu) – Immenstadt – Lindau / Oberstdorf                                    | pojedyncze pociągi     |
| RE             | München – Kaufering – Buchloe – Kaufbeuren – Biessenhofen – Kempten                                                        | dwugodzinny            |
| RE             | München – Kaufering – Buchloe – Kaufbeuren – Biessenhofen – Füssen                                                         | dwugodzinny            |
| RB             | Augsburg – Bobingen – Buchloe – Kaufbeuren – Biessenhofen – Füssen                                                         | dwugodzinny            |
| RB             | Augsburg – Bobingen – Buchloe – Kaufbeuren – Biessenhofen – Marktoberdorf                                                  | dwugodzinny (pon–piąt) |